# Jacobus Radermacher

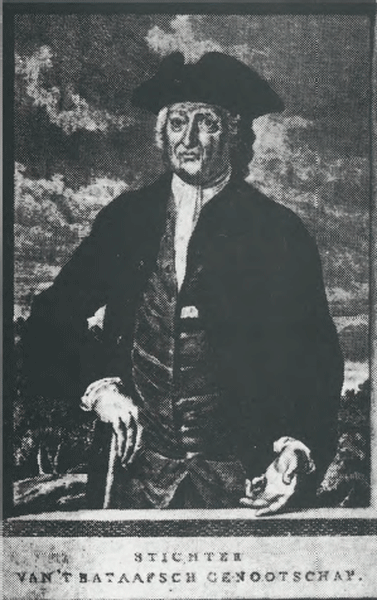
Jacobus Cornelis Mattheus Radermacher

Jacobus Cornelis Mattheus Radermacher (Den Haag, 31 maart 1741 – Indische Oceaan, 24 december 1783) was een Nederlands koloniaal ambtenaar van 1757 tot 1763 voor de Vereenigde Oostindische Compagnie (VOC), waarna hij een studie en carrière probeerde als advocaat te Harderwijk. Vanaf 1767 was hij voor de VOC weer werkzaam op Java. Hij leverde hier belangrijke bijdragen aan het sociale en culturele leven van Batavia. Radermacher was een enthousiast botanicus en daarnaast geïnteresseerd in natuurwetenschap, navigatiekunde, cartografie, letterkunde en taalkunde, typografie, geografie en religie. Radermacher was een van de oprichters van het Bataviaasch Genootschap voor Kunsten en Wetenschappen.

## Jeugd
Radermacher werd geboren als zoon van Johan Cornelis Radermacher, thesaurier van prins Willem IV van Oranje-Nassau, en Susanna Ignatia van Schinne. Zijn familie was welgesteld. Op 30 december 1757 vertrok hij op 16-jarige leeftijd als VOC-onderkoopman naar Batavia aan boord van de "Middelburg", waar hij op 16 juli 1758 aankwam.

## Huwelijk en eerste Indië-tijd
Hij werd in 1761 bevorderd tot koopman, wat te maken kan hebben met het feit dat zijn oom Samuel Radermacher VOC-bewindhebber was. Op 7 Juni 1761 trouwde hij met Margaretha Sophia Verijssel, de dochter van een voormalig lid van de Raad van Indië. Zij was de stiefdochter van Reinier de Klerk. Jacobus werd opperkoopman in 1762. In datzelfde jaar richt hij in Batavia de vrijmetselaarsloge La Choisie op, de eerste in Azië. Hij staat daarmee aan de oorsprong van twee eeuwen vrijmetselarij in Nederlands-Indië. In 1763 vertrok het echtpaar naar Nederland.

## Nederlands intermezzo
In april 1764 werd hij door invloed van zijn familie pensionaris honorair van Vlissingen en benoemd tot grootsecretaris voor de Orde der Vrijmetselarij. Hij schreef zich in als student rechtsgeleerdheid aan de Universiteit van Harderwijk, waar hij ook promoveerde. Hij vestigde zich op 13 juni 1766 als advocaat in Arnhem, maar vertrok in de functie van Raad van Justitie op 6 januari 1767 opnieuw naar Java aan boord van de "Tulpenburg". Op 21 augustus van hetzelfde jaar ontscheepte hij te Batavia.

## Batavia
Radermacher werd in 1768 aangesteld als schepen en baljuw te Batavia en in mei 1776 werd hij raad-extraordinaris van Indië, president van het college van schepenen, van curatoren en scholarchen der bataviaasche scholen, kolonel der gewapende burgerij en in 1781 commissaris voor de vloot en het leger. In deze laatste functie was hij belast met het verdedigbaar maken van Batavia tijdens de Vierde Engelse Oorlog.
Tezamen met Josua van Iperen, Adriaan Moens en anderen richtte hij op 24 april 1778 het Bataviaasch Genootschap voor Kunsten en Wetenschappen op. Ook was hij verantwoordelijk voor de aanleg van 's Lands Plantentuin, de hortus botanicus te Buitenzorg. Hij schonk vele boeken, muziekinstrumenten, kunst en curiosa aan het genootschap. In 1779 schonk hij zijn huis in Kali Baru, Jakarta Kota — het handelsdisctrict in de oude stad — aan het genootschap voor de opslag van hun eigendommen. Hij was een enthousiast botanicus (zijn auteursafkorting is 'Raderm.'), en beschreef de flora en fauna van Java en Sumatra tijdens een aantal expedities tussen 1777 en 1779. Hierover correspondeerde hij met Carl Peter Thunberg. De genera Radermachera en Radermachia zijn naar hem vernoemd.
Opmerkelijk voor zijn tijd was zijn opvatting over de doodstraf: ‘een Gehangene is van geen het minste nut voor den t'zaamenleeving’, terwijl daarentegen een heropgevoede ‘schurk vijftig jaar van nut kan zijn, aan [al]gemeene werken, aan gevaarlijke Ambachten en in de vuilste en ongezondste bezigheden.’

## Moord
In 1781 werd hij door VOC-bewindhebbers aangesteld tot raad-ordinaris. Zijn vrouw overleed in hetzelfde jaar. Het bericht van zijn aanstelling ontving hij pas in 1783, te laat om nog als zodanig op te treden. Met zijn tweede vrouw, Anna Jacoba Bosch, vertrok hij op 17 november 1783 naar Nederland en hij kreeg het bevel over de retourvloot. Op 24 december 1783 kwam hij, samen met zijn vrouw, op 42-jarige leeftijd om het leven, tijdens een oproer aan boord op volle zee. Het echtpaar werd overleefd door zoon Frans Reinier Radermacher.
Over het overlijden van Radermacher bestaat een bericht in de Bedestonden, gehouden te Batavia door Jacob Casper Metzlar, predikant te Batavia (Utrecht, 1788). Daaruit blijkt, dat het oproer aan boord werd veroorzaakt door 25 Chinezen. Deze richtten een slachting aan op het halfdek waar Radermacher en zijn vrouw zich bevonden. Het oproer werd bedwongen. De Chinezen werden gevangengenomen en op 25 december, gevolg gevend aan het besluit van de scheepsraad, overboord gesmeten: ‘Weshalven, na eene herhaalde deliberatie, door de gezamentlijke leden, eenparig besloten wierd, om door eene parate executie, deeze booswigten aanstonds, van het leven te berooven, en dat de voorzigtigste weg en wijze, ter vermijding van verdere onheilen, daartoe was, om, ten overstaan van eenige officieren, hen een voor een, wel verzekert, van het half dek, naar beneden in de cajuit te brengen, even of men hen daar wilde verhooren, en in de boeijen bewaren, en hen dan vervolgens van agteren in zee te werpen, na men hun het schreeuwen, zou belet hebben, door hen, met een slag, op het voorhoofd in bedwelming te brengen.’
- Bibliothèque nationale de France: cb17158199f (data)
- Author citation (botany): Raderm.
- Biografisch Portaal: 30456487
- Digitale Bibliotheek voor de Nederlandse Letteren: rade007
- Gemeinsame Normdatei: 102680310
- International Standard Name Identifier: 0000 0000 3863 7403
- Library of Congress Control Number: no90010316
- Nederlandse Thesaurus van Auteursnamen: 07026421X
- LIBRIS: 351925
- Virtual International Authority File: 49620520
- WorldCat: E39PBJf4h3kqgR7m79cYBRJMT3